# Wolfgang Bode
Wolfgang Bode (* 22. Oktober 1887 in Nahrendorf, Kreis Bleckede; † 1. November 1964 in Bremen) war ein deutscher Politiker (DP).

## Leben
Bode besuchte zunächst die Volksschule in Bevensen und besuchte später das Johanneum in Lüneburg. Studium der Rechts- und Staatswissenschaften in Tübingen und Göttingen. Bode schloss mit dem Referendarexamen im Jahr 1911 sein Studium ab un begann im Anschluss seine Promotion, die er 1914 erfolgreich beendete. Sein Assessorexamen legte er 1916 erfolgreich ab. Am Ersten Weltkrieg nahm Bode als Offizier teil. Seit 1919 war er Mitglied der Deutschnationalen Volkspartei, später trat er zur Deutsch-Hannoverschen Partei über. Nach dem Ende des Ersten Weltkriegs war er Syndikus der Ilseder Hütte und Rechtsanwalt mit der Qualifikation Fachanwalt für Steuerrecht. Von März 1942 bis Januar 1944 saß er als politischer Häftling unter anderem in der politischen Abteilung der Konzentrationslager Buchenwald. Bereits ab April 1945 wurde er Stadtrat in Peine und Leiter der Ilseder Hütte. Bode war zunächst NLP-Mitglied nach deren Neugründung im Jahr 1945. Er wurde Mitglied des ernannten Hannoverschen Landtages vom 23. August 1946 bis 29. Oktober 1946. Nach der Bildung des Landes Niedersachsen wurde die NLP in Deutsche Partei umbenannt. Bode wurde als DP-Angehöriger Mitglied des Ernannten Hannoverschen Landtages vom 9. Dezember 1946 bis 28. März 1947. Im ersten gewählten Niedersächsischen Landtag zog Bode für die DP vom 20. April 1947 bis zum 18. Juni 1947 ein. Für Niedersachsen gehörte er von 1947 bis 1949 dem Wirtschaftsrat des Vereinigten Wirtschaftsgebietes an.
Bode war seit dem 7. September 1915 mit Käthe Henriette geb. Ménard verheiratet. Die Eheschließung fand in Peine statt. Bode starb am 1. November 1964 um 06:35 Uhr in Bremen in der Privat Klinik Dr. Heines im Alter von 77 Jahren. Er wohnte zuletzt in der Gerhardstraße 5 in Peine. Bode war evangelischer Konfession.

## Ehrungen
- Verdienstorden der Bundesrepublik Deutschland, Verdienstkreuz (Steckkreuz) (1952)